# Plac Konstytucji 3 Maja 3

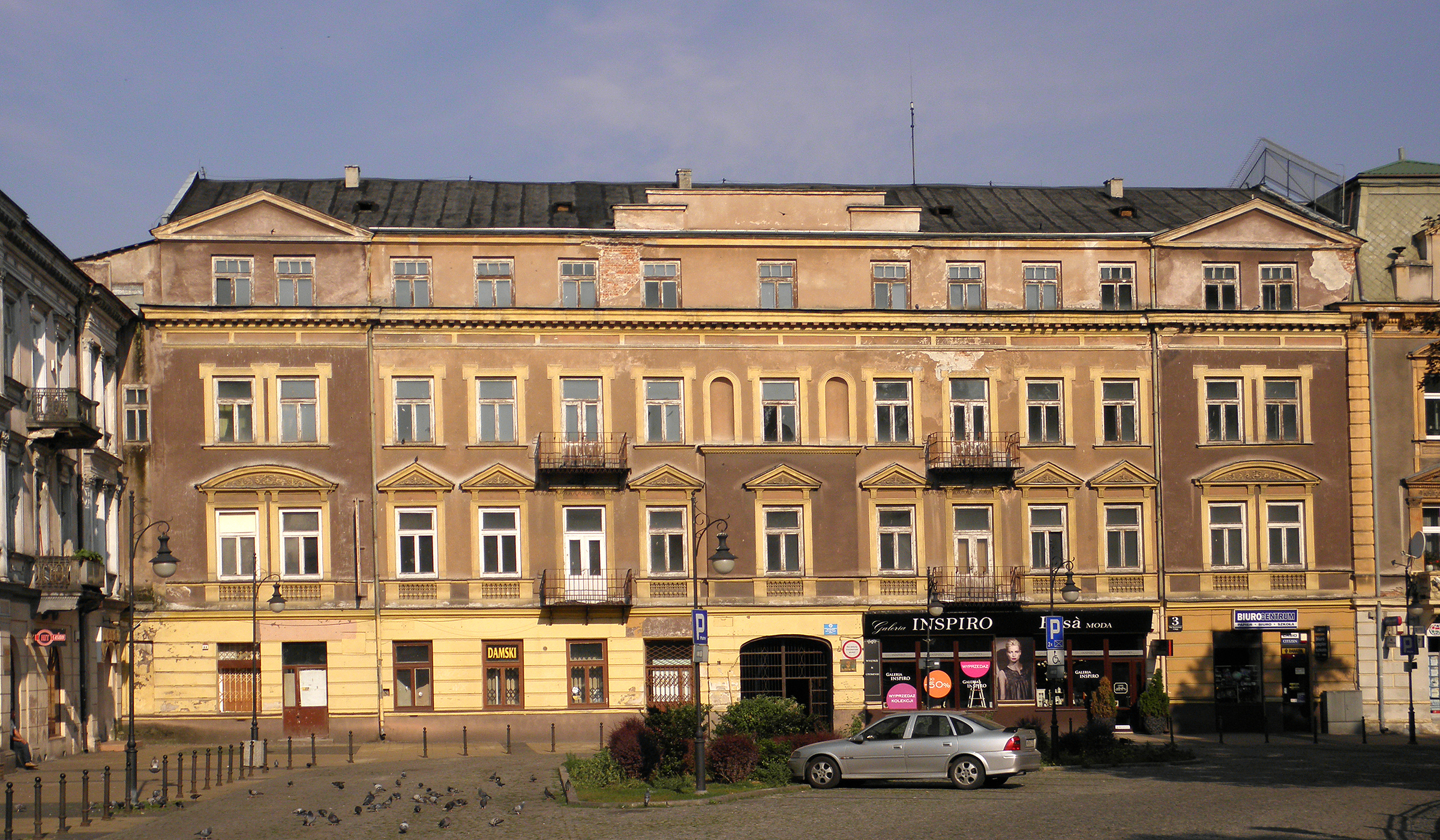
Gesamtansicht von Osten (2012)

Plac Konstytucji 3 Maja 3 ist das denkmalgeschützte Gebäude des ehemaligen Hotels Europejski in Radom in der Woiwodschaft Masowien in Polen. Das Hotel wurde 1890 im historistischen Stil errichtet und steht in der Stadtmitte am Plac Konstytucji 3 Maja Nummer «3».

## Lage
Der Plac Konstytucji 3 Maja ist ein zentraler Platz der Industriestadt Radom. Das ehemalige Hotel Europejski bildet mit dem ehemaligen Pałac Karschów i Wickenhagenów (Palais Karsch und Wickenhagen, Nummer «5») die Westseite des Platzes. Im Norden grenzt er an die Żeromski-Straße. Der Platz wird durch die freistehende Garnisonskirche Św. Stanisława Biskupa geprägt, ehemals die griechisch-katholische Kirche St. Nikolaus. Das ebenfalls benachbarte gegenüberliegende Bürgerhaus Nummer «1» von 1890 beherbergte zeitweise die Konditorei Przybytniewski. Nahezu alle Gebäude am Platz stehen unter Denkmalschutz.

## Geschichte
Radom war im Weichselgebiet des Russischen Zarenreiches ein bedeutender Verwaltungssitz und Sitz militärischer Institutionen. Die Stadt hatte sich zudem in der zweiten Hälfte des 19. Jahrhunderts dynamisch zu einem Wirtschafts- und Industriezentrum entwickelt. Die Industriellen und Gerbereibesitzer Teodor Karsch (1843–1903) und Franciszek Wickenhagen ließen von 1881 bis 1882 das „monumentale“ Mietshaus am damaligen, nach der griechisch-katholischen Kirche benannten, plac Cerkiewny errichten. Vorbild waren die Stadtpalais von Łódźer Industriellen und das Palais Kronenberg in Warschau. Der Apotheker Feliks Łagodziński heiratete Janina, die Tochter Karschs und übernahm die Apotheke Knabe im Erdgeschoss des Palais’. Die Familie Łagodziński ließ 1890 südlich das „Hotel Europejski“ anbauen, es war noch in den 1980er Jahren noch das führende Hotel der Stadt.
Im 1890 erbauten Nachbarhaus eröffnete der 1890 geborene Bolesław Przybytniewski im Jahr 1918 seine Konditorei. Bald nach der Eröffnung dehnte er seine Aktivitäten auf zusätzliche Räume im Erdgeschoss des Hotels Europejski aus, in denen ein Café und ein Restaurant eingerichtet wurden. Das Restaurant hatte einen Speisesaal, ein Billardzimmer, einen Tanzsaal mit Live-Musik und einen Sommergarten. Die Konditorei und das Café waren bei den Bürgern der Stadt sehr beliebt. Zu den Spezialitäten gehörten Kuchen mit Rosenfüllung. Der Konditor führte 1926 tägliche Konzerte ein. Ein Trio spielte jeden Tag von 18 bis 21 Uhr und an Samstagen und Feiertagen von 17 bis 21 Uhr. Daneben organisierte Przybytniewski tägliche Tanzveranstaltungen und Auftritte von Jazzbands. In den 1930er Jahren gab das Quartett der Brüder Pindrass täglich zwei Konzerte. Das Café-Restaurant Przybytniewski wurde durch Postkarten, die Veranstaltungen durch die regionale Presse beworben.
Bei einer Leistungsschau in der Kongresshalle präsentierte Przybytniewski 1932 einen Turm aus Zucker, einen Tunnel aus Schokolade, einen Zug und eine Bahnwärterbude. Im folgenden Jahr erhielten 138 tschechoslowakischer Fahrer, die mit 41 Autos an der Rallye Prag-Warschau teilnahmen, im Restaurant ein Abendessen. Der Konditor organisierte auch Wohltätigkeitsveranstaltungen, bei denen Geld für Arbeitslose, Flutopfer, Sommercamps für Kinder oder den Bau einer Berufsschule durch den Mädchenschutzverein gesammelt wurde.
Während der deutschen Besetzung von 1939 bis 1945 wurden Polen aus dem Radomer Innenstadt vertrieben und das Stadtzentrum als Viertel „Nur für Deutsche“ deklariert. Die Restaurant-Bar-Konditorei am Adolf Hitler-Platz 1/3 erhielt den Namen Zur Kanne (polnisch Pod Dzbanem). Im benachbarten Palais Karsch befanden sich Dienststellen und Büros der Betriebsdirektion der Deutschen Ostbahn. Bolesław Przybytniewski wurde 1940 verhaftet und in das KZ Auschwitz deportiert (Lagernummer 8492), wo er 1942 umkam. Seine Frau Maria Przybytniewska führte das Unternehmen weiter. Ihre dritte Tochter übernahm die Konditorei nach dem Zweiten Weltkrieg, aber das Geschäft lief nicht gut und wurde bald verkauft.
Restaurant und Hotel Europejski wurden durch staatliche Betriebe weitergeführt. Nach dem Systemwechsel in Polen siedelten sich im Erdgeschoss verschiedene Betriebe an. Den Namen des Hotels nahm später ein Boutique-Hotel am Stadtpark an. Als die Decke im ehemaligen Restaurant einstürzte, wurden alte Wandmalereien und Nischen freigelegt, die das Innere in der Zwischenkriegszeit schmückten. Der Besitzer plant, einer umfassenden Renovierung, das 6,5 Meter hohe Restaurant und den Ballsaal im Stil des 19. Jahrhunderts wiederherzustellen. Im nördlichen Teil des Erdgeschosses wird ein Restaurant betrieben (Stand 2021/22).

## Beschreibung
Das Gebäude im Stil des Historismus, mit Elementen von Neorenaissance und Neobarock, ist ein viergeschossiger Bau mit 13 Fensterachsen über einem rechteckigen Grundriss. Es nimmt viele Stilelemente des benachbarten Pałac Karschów auf, ist jedoch sehr viel einfacher ausgeführt. Der Mittelrisalit erstreckt sich nur über zwei Geschosse, die Seitenrisalite zeigen jeweils zwei gekoppelte Fenster und werden durch Giebeldreiecke angeschlossen. Die Fenster im zweiten Obergeschoss sind geohrt.
Das Bauwerk war im Juli 2020 insgesamt in einem schlechten Zustand, nur der nördliche Teil des Erdgeschosses war renoviert.

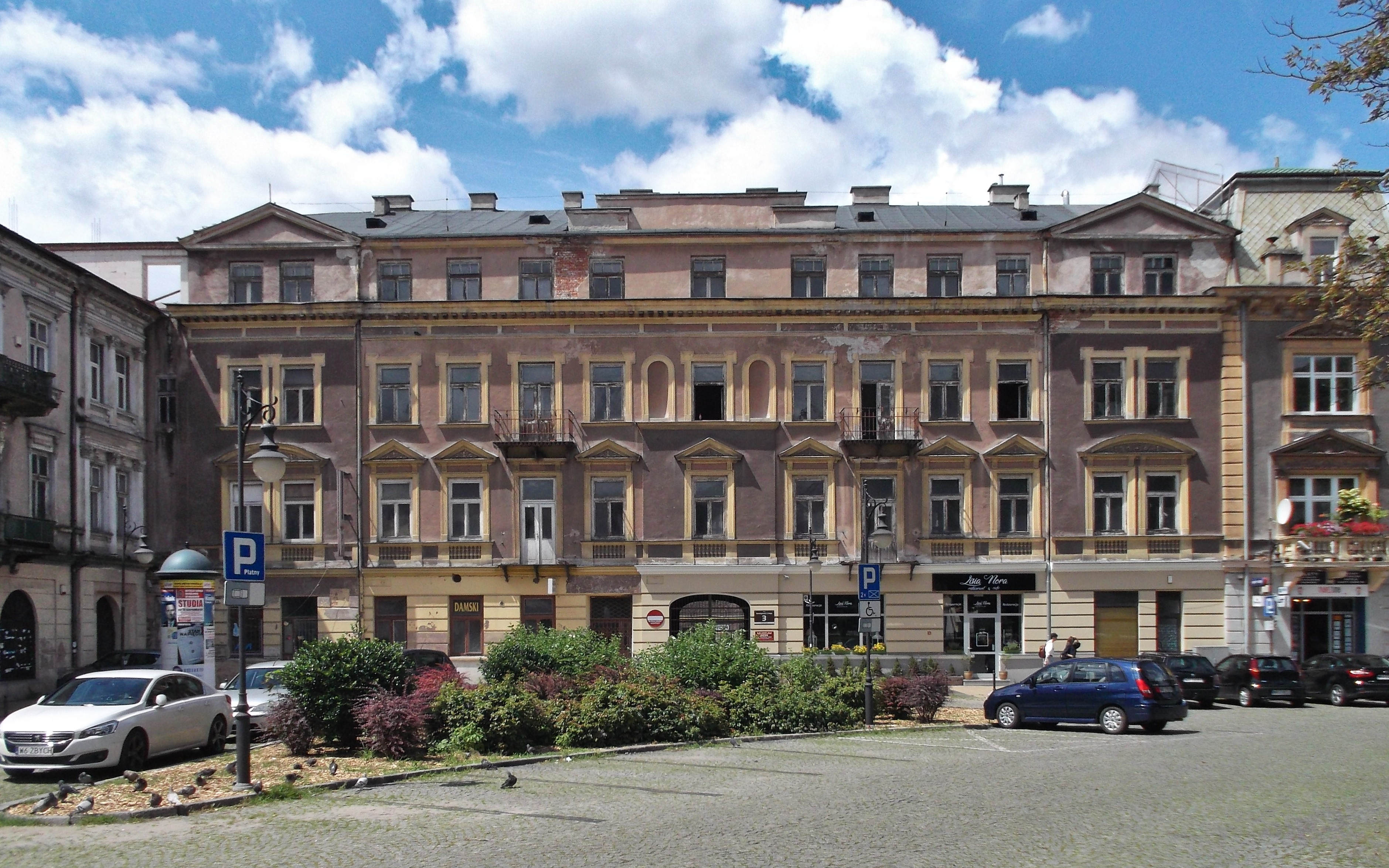
Zustand im Jahr 2020
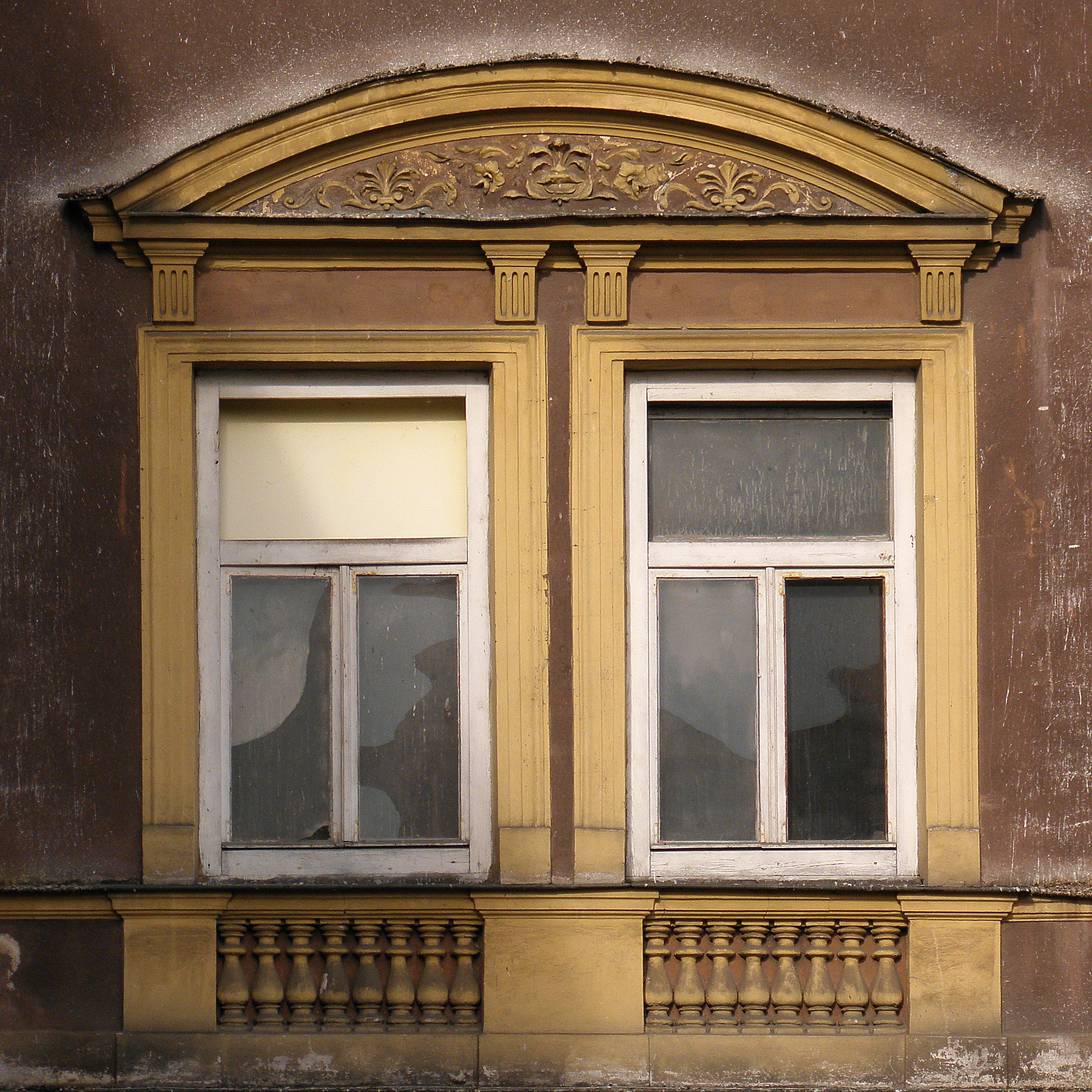
Fenster des Eckrisalits
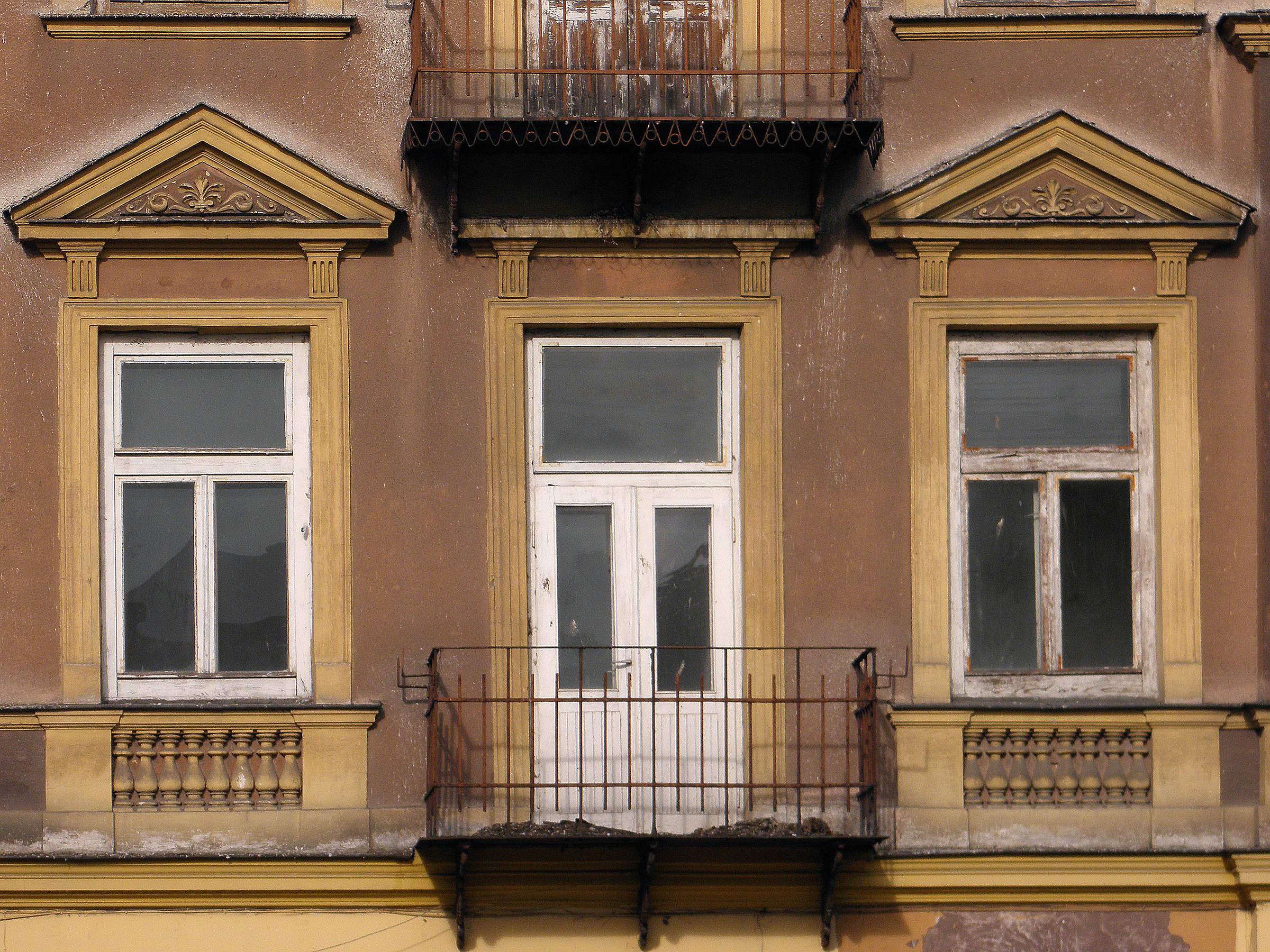
Detail der Fassade
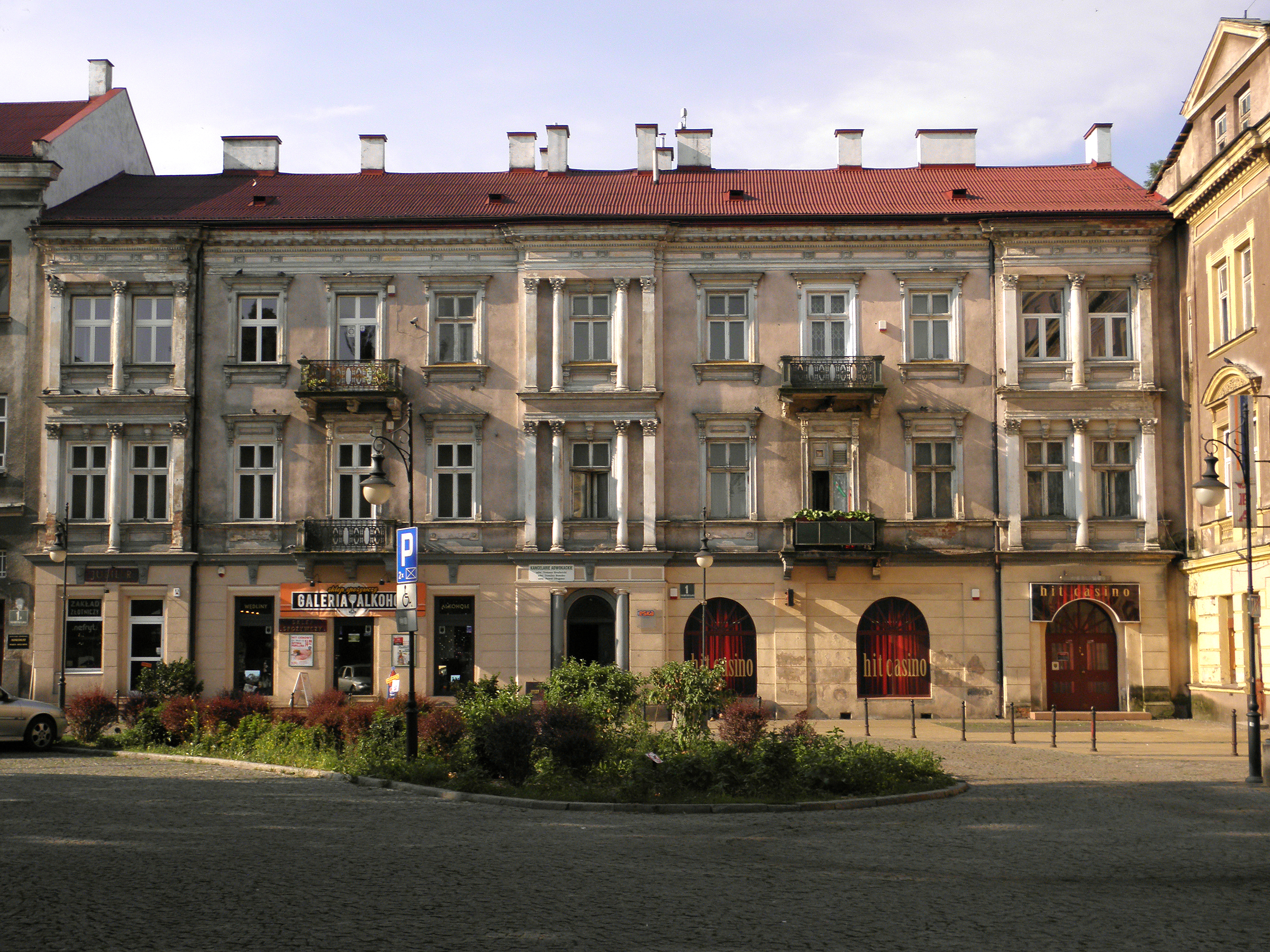
Haus der Konditorei Przybytniewski (2012)

Das Gebäude wurde am 5. Januar 1984 unter der Nummer 234/A/84 in die nationale Denkmalliste der Woiwodschaft eingetragen. Zudem besteht Ensembleschutz unter den Nummern 314 vom 1. Dezember 1956, 535/A vom 29. Dezember 1969 und 410/A/89 vom 14. September 1989.